# Guerre élamite de 1765 av. J-C
 (signalé en mai 2025).
Si vous disposez d'ouvrages ou d'articles de référence ou si vous connaissez des sites web de qualité traitant du thème abordé ici, merci de compléter l'article en donnant les références utiles à sa vérifiabilité et en les liant à la section « Notes et références ».
- Archive Wikiwix
- Bing
- Cairn
- DuckDuckGo
- E. Universalis
- Gallica
- Google
- G. Books
- G. News
- G. Scholar
- Persée
- Qwant
- (zh) Baidu
- (ru) Yandex
- (wd) trouver des œuvres sur Wikidata

La guerre entre les Élamites du roi Siwepalarhuhpak et ses vassaux mésopotamiens (Babylone, Mari, Alep...) éclate en l'an-1765 après la conquête d'Eshnunna (en 1766). En effet, les Élamites qui se sont facilement emparés de cette ville avec le soutien des armées mariote et babylonienne manifestent l'intention de poursuivre leurs avancées en Mésopotamie. Cela inquiète fortement les deux principaux royaumes de la région que sont Mari et Babylone. La guerre éclate alors que les différentes armées sont encore situées dans le territoire d'Eshnunna.
Le roi élamite envoie deux armées contre ses vassaux. La première, dirigée par les généraux Kunnam
et Atamrum attaque Mari et s'empare de la région du Haut-Tigre et du pays de Khabur prenant au passage les villes d'Ekallâtum et de Shekhna. La seconde se dirige vers Babylone. Différents royaumes mésopotamiens s'unissent alors en une vaste coalition qui regroupe au moins les royaumes d'Alep, de Babylone et de Mari.
Sur le terrain, les offensives élamites sont arrêtées non loin de Babylone par Hammurabi et par la trahison du général Atamrum qui se rallie à Zimri-Lim. Lourdement défaits à Hiritum, les Élamites sont alors contraints de se replier même s'ils peuvent encore piller Eshnunna en l'an -1763 De leur côté, les Mariotes et les Babyloniens se retournent contre Larsa qui souhaitait profiter de leurs difficultés et préparer une attaque. Surpris, le royaume de Larsa est conquis en 1763.